# Massacro di Rainiai

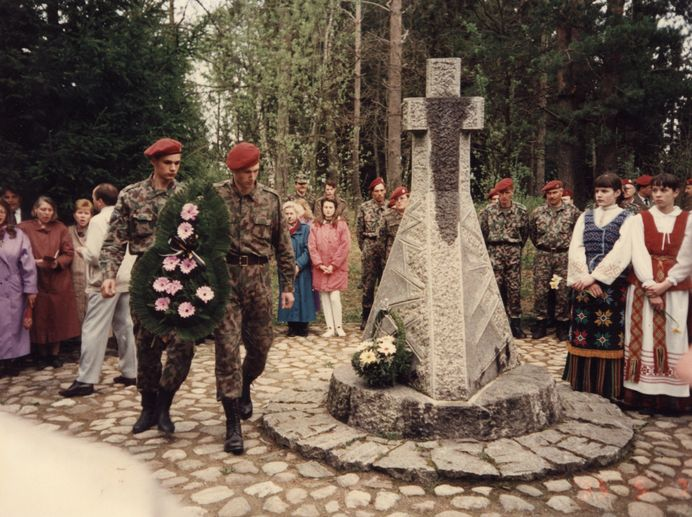
Cerimonia al memoriale di Rainiai nel 1995

Il massacro di Rainiai (in lituano: žudynės Rainių) è stato un assassinio di massa nel quale sono stati coinvolti tra i 70 e gli 80 prigionieri politici lituani dalla NKVD, con la complicità della Armata Rossa, in una foresta vicino Telšiai, in Lituania, durante la notte del 24-25 giugno 1941. Fu uno dei tanti massacri simili condotti dalle forze sovietiche in Lituania, e in altre regioni dell'Unione Sovietica, nel mese di giugno 1941. Diverse migliaia di persone sono state uccise in questi massacri. Il massacro di Rainiai fu ben lungi dall'essere il più grande di questi massacri, ma è uno dei più noti, a causa della brutalità e delle torture inflitte alle vittime da parte dei responsabili.

## Il massacro
Fu presa la decisione di compiere il massacro dopo la rivolta di giugno, in cui il Fronte attivista lituano depose il governo sovietico in Lituania e la Germania nazista invase l'Unione Sovietica. Le autorità sovietiche non furono in grado di evacuare i prigionieri politici della prigione di Telšiai ma non vollero abbandonarli, poiché sarebbero stati liberati dalla popolazione locale o dai tedeschi. Pertanto, una squadra di punizione dell'Armata Rossa fu chiamata a "liquidarli".
La maggior parte dei prigionieri furono messi su camion durante la notte del 24 giugno e portati nella foresta di Rainiai dove furono torturati e uccisi. Molte delle vittime erano così mutilate che solo ventisette corpi poterono essere identificati dopo che furono riesumati tre giorni dopo.